# János Arany

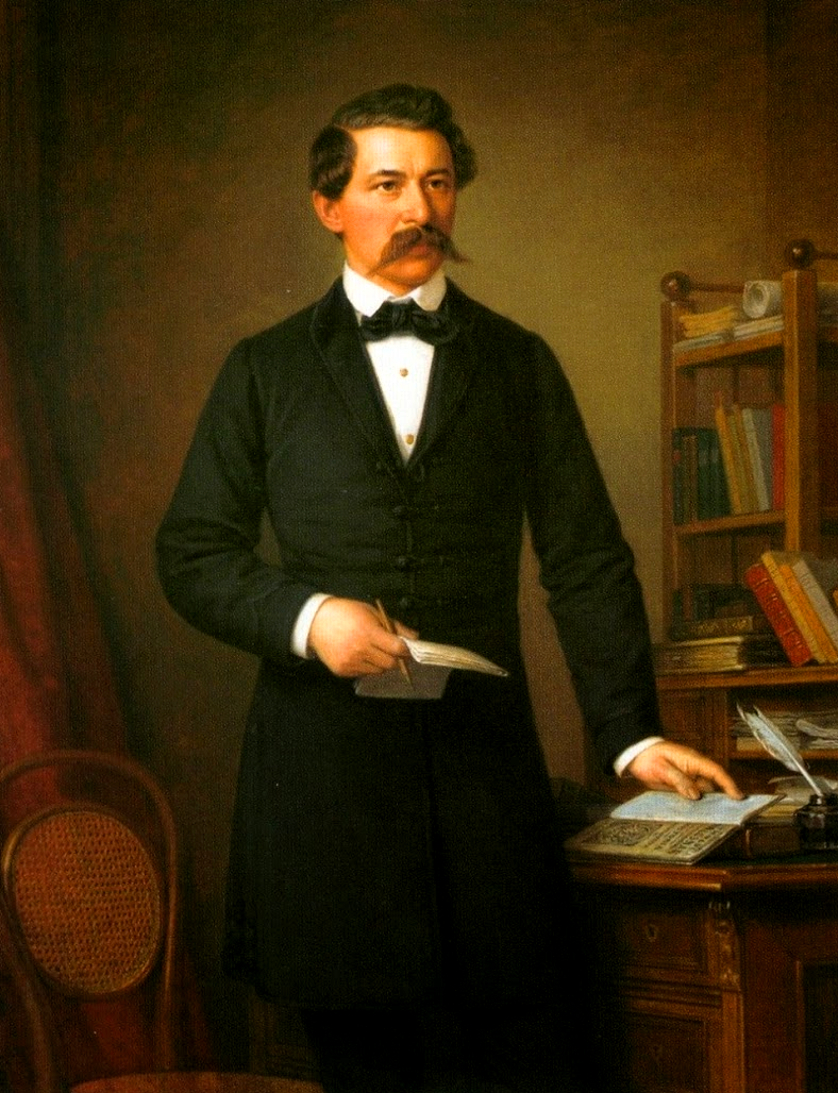
János Arany (Gemälde von Miklós Barabás)

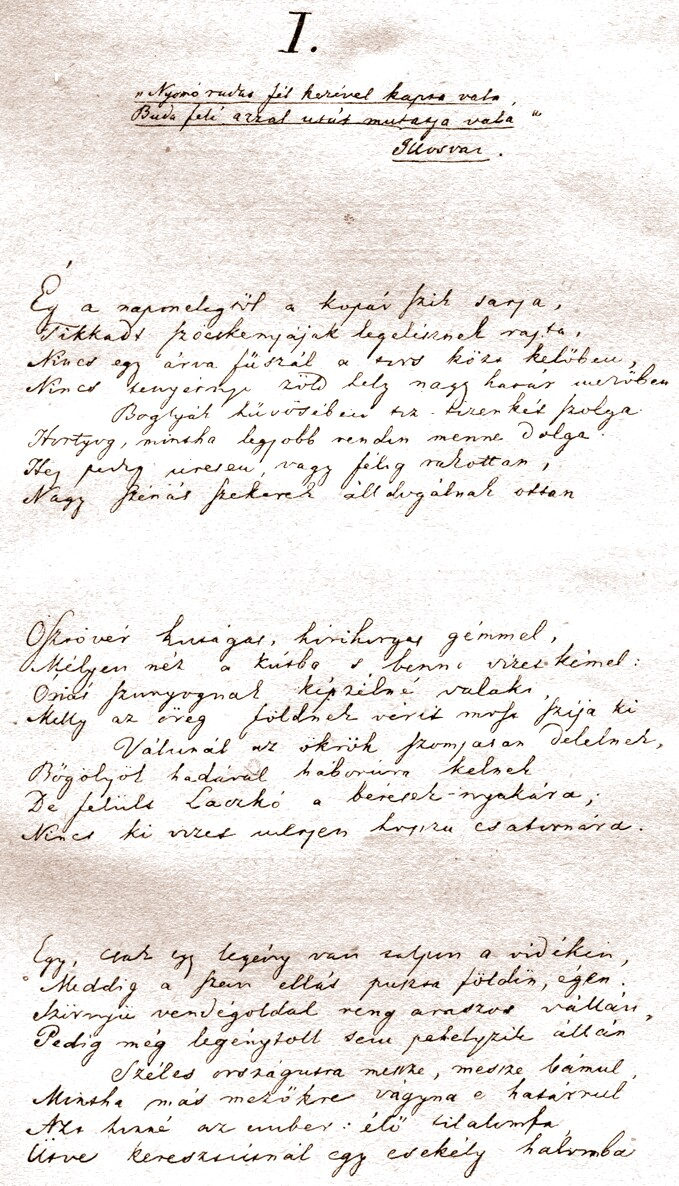
Handschrift der ersten Novelle Toldi

János Arany [ˈjaːnoʃ ˈɒrɒɲ] (* 2. März 1817 in Nagyszalonta, Komitat Bihar, Königreich Ungarn; † 22. Oktober 1882 in Budapest) war ein ungarischer Dichter.

## Leben
Arany entstammt dem verarmten Kleinadel. Zunächst arbeitete er als Lehrer, Schauspieler und Notar. Doch schon 1846 hatte er mit seiner ersten Novelle einen großen Erfolg. Noch im selben Jahr beendete er sein Meisterwerk Toldi, für das er den Kisfaludy-Preis erhielt. In Toldi wird die Geschichte eines Helden aus dem Volk erzählt, wodurch er das aufkommende Nationalbewusstsein der Ungarn förderte. Während des ungarischen Freiheitskampfes von 1848/49 verfasste er aus diesem Grund patriotische Gedichte.
Seine Leidenschaft wandelte sich in Pessimismus um, und 1877 zog er sich aus verschiedenen Aktivitäten zurück. Ihm blieb nur noch die der Lyrik und Epik gewidmete Arbeit, die für ihn eine Verbindung zwischen der schriftlosen Volksdichtung und der abstrakteren Kunstliteratur war. Arany vollendete die Toldi-Trilogie mit Toldis Abend (1854) und Toldis Liebe (1879).
In Geszt befindet sich heute in seinem ehemaligen Wohnhaus ein kleines János-Arany-Museum.
Sein Sohn László Arany war ebenfalls Dichter.